# Leporinus tigrinus
Leporinus tigrinus är en fiskart som beskrevs av Nikolai Andreyevich Borodin 1929. Leporinus tigrinus ingår i släktet Leporinus och familjen Anostomidae. Inga underarter finns listade i Catalogue of Life.